# Khalle
Khalle – gaun wikas samiti we wschodniej części Nepalu w strefie Sagarmatha w dystrykcie Khotang. Według nepalskiego spisu powszechnego z 2001 roku liczył on 578 gospodarstw domowych i 3208 mieszkańców (1670 kobiet i 1538 mężczyzn).